# 하워드 대학교

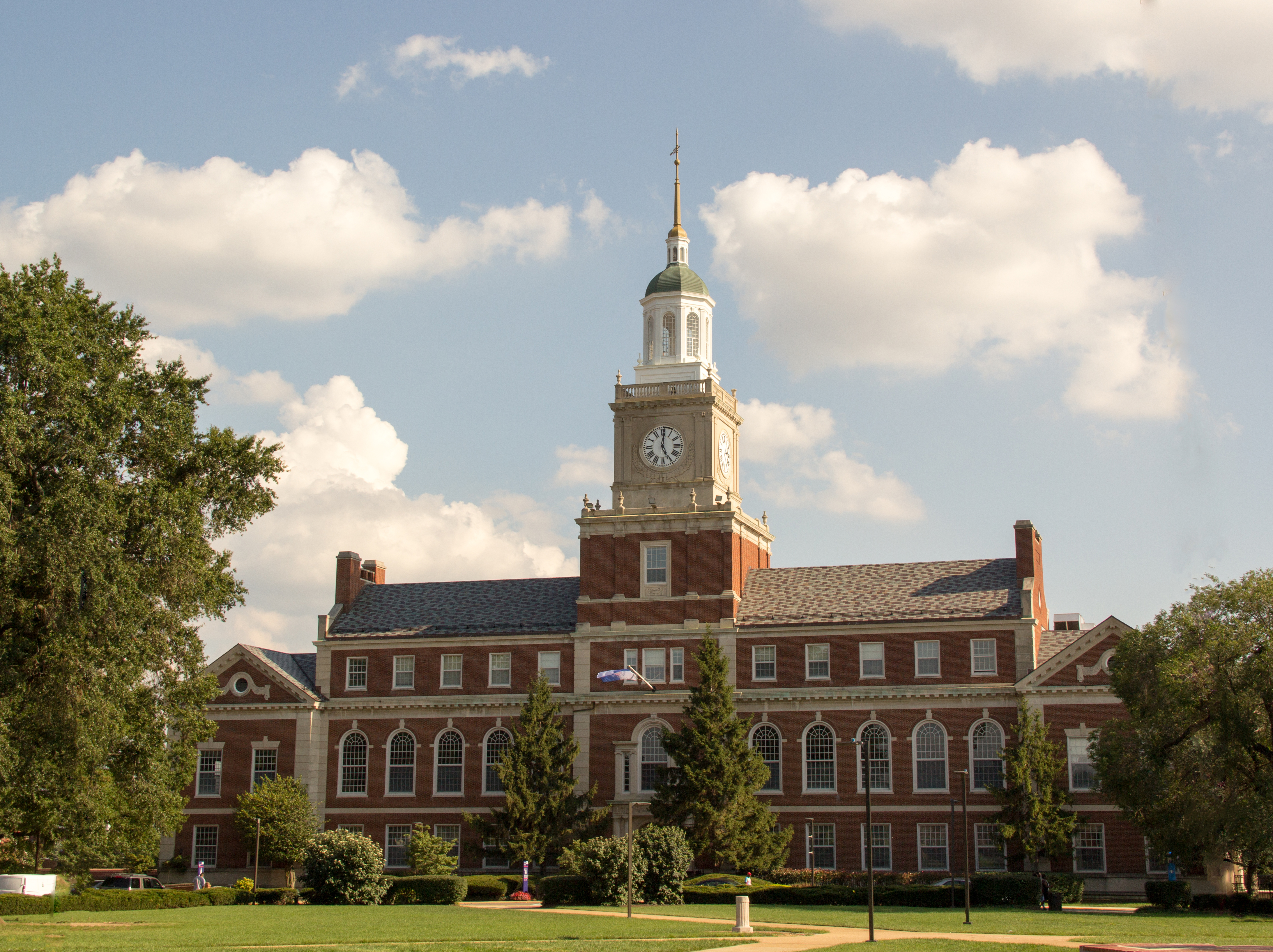

하워드 대학교 (Howard University)는 1867년 3월 2일, 흑인에게 고등 교육을 제공할 목적으로 미국 의회가 설립을 인가한 대학이다. 사립학교인데도 연방정부의 재정 지원을 받고 있으며 NAACP와 함께 미국 흑인들이 결집하는 데 구심점 역할을 했다. 워싱턴 D.C에 있다.
1,300여명의 전임 교원과 학부, 대학원을 아울러 1만 명에 가까운 학생을 보유하고 있다. 제 2차 세계대전 이후부터는 백인 학생들도 대학원 과정을 중심으로 하워드 대학에 들어가기 시작했다. 이 대학을 거쳐간 아프리카계 미국인들 다수가 중산층에 진입한 까닭에 하워드라는 교명은 흑인 중산층화를 상징하게 되었다.

## 역사
미국 남북 전쟁이 끝나고 1년 뒤인 1866년 11월 20일, 제일 회중 교회 워싱턴 D.C. 지회(the First Congregational Society of Washington, D.C.)의 10명의 회원들이 모여 가진 회의에서, 아프리카계 미국인이 성직자 교육을 받을 수 있도록 신학교 설립을 계획하였다. 이어서 이 계획은 대학 설립안으로 확장되었다. '하워드'라는 교명은 남북전쟁 영웅 가운데 한사람이자 이 학교 설립을 위한 모금을 주도한 올리버 오티스 하워드 (Oliver Otis Howard) 장군에서 따왔다. 그는 제3대 총장으로 (1869년 4월 ~ 1873년 11월) 재임하기도 했다.
하워드 대학교의 첫 이사회는 올리버 하워드와 초대 총장 찰스 보인턴을 포함한 18명의 이사로 구성되었는데, 모두 백인 남성이었다. 흑인 이사들은 학교 설립 직후부터 선출되기 시작했고, 여성이 학교 운영에 참여하기 시작한 것은 57년 뒤인 1924년이 되어서였다. 그 해 새러 브라운이 이사로 선출되었다.
1867년 5월 등록생 4명으로 첫 수업을 시작하였고, 다음학기 94명이 등록하였다. 개교 7년 뒤에는 신학과, 의학과, 법학과 등 11개 학과를 갖추게 되었다.
제2차 세계대전 이후부터 백인 학생, 아시아 학생들에게 그 대학의 문을 열며 자신들의 문화와 역사를 알리는 데 힘쓰고 있다.

## 학부
- 문리과 대학 (College of Arts and Sciences)
- 상과대학(School of Business)
- John H. Johnson School of Communications
- 치대학(College of Dentistry)
- 신학대학(School of Divinity)
- 사범대학 (School of Education)
- 공대 (College of Engineering, Architecture & Computer Sciences)
- 대학원 (Graduate School)
- 의과대학(College of Medicine)
- 간호대학 (College of Nursing & Allied Health Sciences)
- 약학대학(College of Pharmacy
- 사회복지대학(School of Social Work)
- 수리과학대학(School of Mathematics and Science)
- 법과대학 (School of Law)

## 저명한 동문

### 정치가·시민운동가
- 은남디 아지키웨 : 나이지리아의 초대 대통령 (1963 - 1966).
- 스토클리 카마이클 : 민권운동, 블랙 파워, 학생 비폭력 조정 위원회 등의 지도자.
- 앤드루 영 :목사, 민권운동의 지도자, 애틀랜타의 시장 (1982-1990), 아프리카계 미국인 최초의 유엔 대사 (1977-1979).
- 카멀라 해리스 : 변호사, 캘리포니아주 연방 상원 (2017-). 아프리카계 미국인이자 최초의 여성 미국 부통령
- 섀런 프랫 켈리 : 워싱턴 D.C.의 시장 (1991~95). 아프리카계 미국인 여성 최초의 미국 시장.
- 데이비드 딩킨스 : 아프리카계 미국인 최초의 뉴욕의 시장 (1990~1994).
- 월터 워싱턴 : 워싱턴 D.C.의 초대 민선 시장 (1975-1979).
- 더글러스 와일더 : 아프리카계 미국인 최초의 선출 주지사이자, 버지니아주의 주지사 (1990~1994).

### 외교관
- 더럼 W. 스티븐스 (한국 이름 - 수지분(須知芬 또는 須知分[4]) : 주일 미국 공사관 서기관. 일본 제국 외무성과 일본제국 한국통감부의 외부 고문. 1908년 전명운과 장인환에게 미국 캘리포니아주 오클랜드에서 총상을 당한 이틀 뒤 사망.

### 법조인
- 서굿 마셜 : 아프리카계 미국인 최초의 미국 연방 대법원 판사 (1967-1991).

### 문학예술인
- 폴 로런스 던바 : 아프리카계 미국인 최초로 국내적으로 인기있던 시인이자 소설가.
- 토니 모리슨 : 소설가, 1993년 노벨문학상 수상자.
- 터라지 P. 헨슨 : 배우.
- 채드윅 보즈먼 : 배우.